# Ferqui Toro
Ferqui Toro и Ferqui Viedo — автобусы малого класса, выпускавшиеся испанским производителем Ferqui до 2014 года. До 2012 года автобусы выпускались в Великобритании компанией Optare.

## Описание
Автобус Ferqui Toro впервые был представлен в 2005 году. Он выпускался на грузовом шасси Mercedes-Benz Vario и оснащался двигателем Mercedes-Benz OM904. Элементы передней части скопированы с Mercedes-Benz T1N.
С 2009 года выпускался также Ferqui Viedo на грузовом шасси Iveco Daily с двигателем Multijet. До начала 2012 года модели выпускались в Великобритании в рамках дилерского соглашения между Ferqui и Optare.
В 2013 году компания Ferqui подписала соглашение с Connaught PSV. Производство автобусов завершилось в 2014 году.